# Brunbukig blomstickare
Brunbukig blomstickare (Diglossa baritula) är en fågel i familjen tangaror inom ordningen tättingar. Arten förekommer i Centralamerika från Mexiko söderut till Nicaragua.

## Utseende
Brunbukig blomstickare är en liten och aktiv sångarliknande tätting med den för släktet typiska uppböjda och krokförsedda näbben, lite som en burköppnare. Hanen är skifferblå med rostbrunt på bröst och buk. Honan är mer färglöst, med svag mörk streckning på bröstet och varierande rostbrun anstrykning på buken.

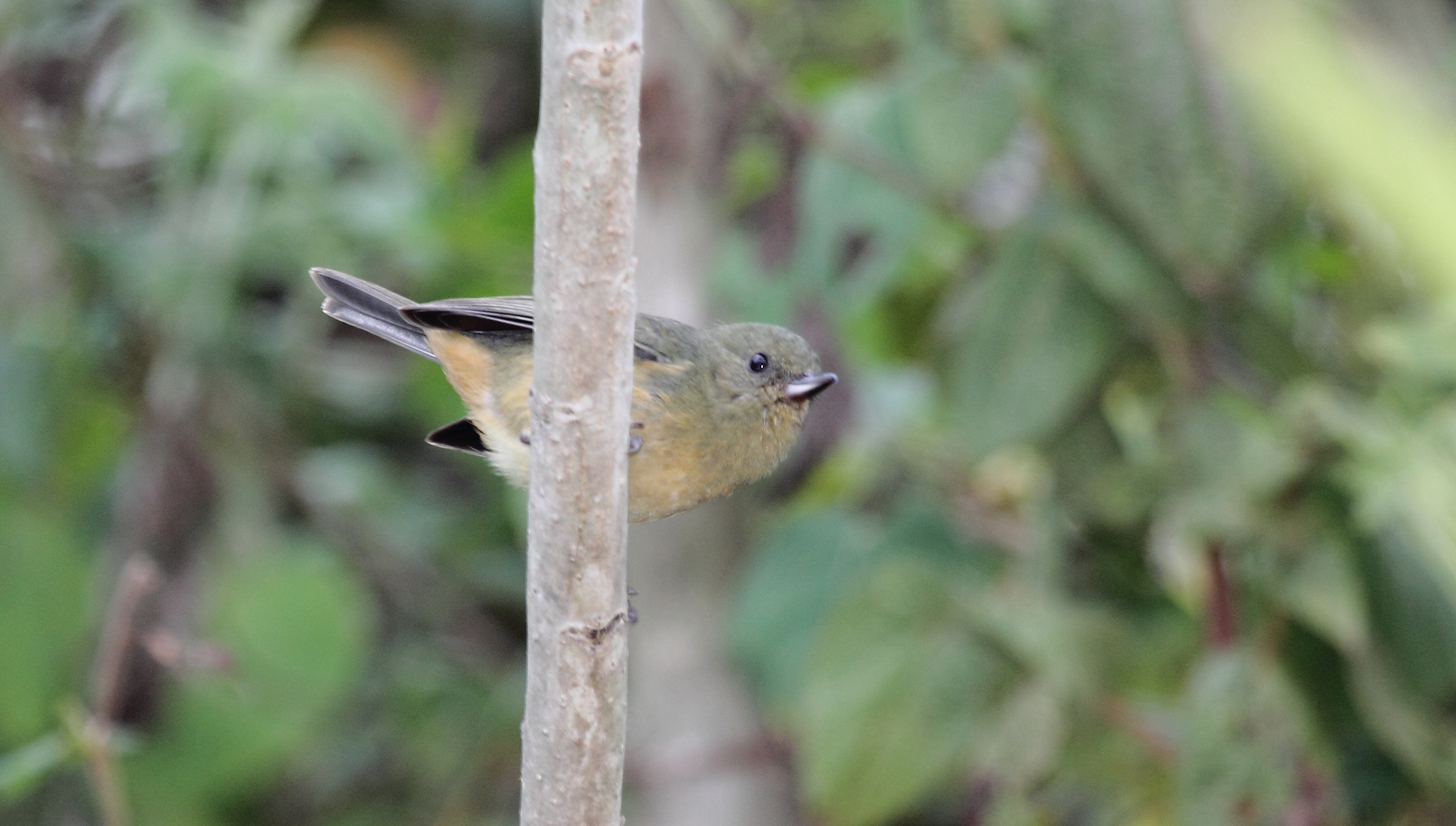
Hona.

## Utbredning och systematik
Brunbukig blomstickare delas in i tre underarter med följande utbredning:
- Diglossa baritula baritula – förekommer i högländer i Mexiko (sydöstra Jalisco till Tehuantepecnäset)
- Diglossa baritula montana – förekommer i högländer i södra Mexiko (Chiapas) till Guatemala och El Salvador
- Diglossa baritula parva – förekommer i högländer i östra Guatemala Honduras och norra och centrala Nicaragua

## Levnadssätt
Brunbukig blomsterpickare hittas i bergstrakter, i blombankar, skogsbryn och igenväxta fält med tillgång på blommor, huvudsakligen i tall- och ekskogar eller städsegröna skogar. Den besöker också byar och trädgårdar. Fågeln livnär sig på nektar från blommor som den kommer åt genom att sticka hål på dem, därav namnet.

## Status
Arten har ett rätt stort utbredningsområde och beståndet anses stabilt. Internationella naturvårdsunionen IUCN listar den därför som livskraftig (LC). Beståndet uppskattas till i storleksordningen 50 000 till en halv miljon vuxna individer.